# Chellsie Memmel
Chellsie Memmel (West Allis, 23 giugno 1988) è un'ex ginnasta statunitense, campionessa all-around ai Mondiali nel 2005.
Inoltre, è la vincitrice della medaglia d'oro alle parallele asimmetriche ai Campionati Mondiali di Anaheim del 2003 e della medaglia d'argento con la squadra alle Olimpiadi di Pechino 2008. 
Dal 2022 ricopre il ruolo di "technical lead" della nazionale di ginnastica artistica femminile statunitense.

## Biografia
Chellsie Memmel iniziò a praticare[ginnastica artistica fin da piccola. I suoi genitori, entrambi allenatori, la incoraggiarono a praticare questo sport e, successivamente, le insegnarono gli elementi base di questo sport. All'età di 8 anni, iniziarono a far allenare la Memmel da un allenatore più esperto. Si affidano così a Jim Chudy della Salto Gymnastics. Iniziò a gareggiare a livello agonistico nel 2000.

## Carriera senior

### 2003: Campionati mondiali di Anaheim
Iniziò a competere a livello senior nel 2003. Arrivò al terzo posto ai National Podium Meet e al Secret US Classic. Viene invitata a competere ai Pacific Rim, un incontro con Canada e Australia. Qui, vinse il concorso generale individuale. Dopo una tendinite al ginocchio che le limitò gli allenamenti, tornò a gareggiare ai Visa Championships dove, a causa di un errore durante l'esercizio al corpo libero, arrivò nona nella classifica generale.
Alcune settimane dopo, ai campi di selezione, venne scelta per partecipare ai Giochi Panamericani, ma non ai Mondiali. Ai Giochi, vinse il titolo all-around e l'oro alle parallele asimmetriche. In totale, vinse cinque medaglie. Nel mentre, alcune atlete scelte per partecipare ai Campionati mondiali, erano state costrette a ritirarsi a causa di infortuni e malattie (Annia Hatch per problemi al ginocchio, Ashley Postell per un'influenza e Courtney Kupets per una tendinite di Achille). Chellsie, terza riserva della squadra americana dopo Samantha Sheehan e Terin Humphrey, venne quindi scelta da Márta Károlyi per competere ai Mondiali di Anaheim. Aiutò la squadra statunitense a qualificarsi alla finale a squadre; individualmente si qualificò al secondo posto nella classifica generale. La squadra statunitense vinse il suo primo oro di squadra ad un Campionato del mondo. Inoltre, a pari merito con la compagna di squadra Hollie Vise, Memmel vinse la medaglia d'oro alle parallele asimmetriche.

### 2004: mancata convocazione olimpica
Nel 2004 gareggiò all'American Cup dove arrivò terza dietro Carly Patterson e Courtney McCool. In questo periodo era considerata una probabile convocata per le Olimpiadi di Atene, insieme alla Patterson. In aprile, durante i campi di allenamento, si ruppe un metatarso del piede cercando di eseguire un elemento alla trave. Qualche mese dopo riuscì a competere ai campi di selezione per le Olimpiadi ma, essendo appena tornata dall'infortunio, non riuscì ad eseguire al meglio tutti i suoi elementi. Venne quindi scelta come riserva.

### 2005: campionessa del mondo
Iniziò l'anno partecipando, il 25 febbraio, all'American Cup. Vinse il titolo alle parallele asimmetriche (9.600 punti) e arrivò terza alla trave (9.500 punti). Agli U.S. Classic si piazzò al quarto posto nella classifica generale.
Ai VISAs(i nazionali statunitensi), con un punteggio complessivo di 75.797, vinse la medaglia d'argento nel concorso generale, battuta da Nastia Liukin (76.164). Inoltre, con 19.332 punti arrivò al secondo posto alle parallele asimmetriche e alla trave (18.500 punti).
Insieme a Nastia Liukin, Alicia Sacramone e Jana Bieger venne convocata per far parte della squadra che avrebbe partecipato ai Campionati mondiali di Melbourne. Il giorno della finale, con 37.824 punti, vinse il titolo mondiale davanti alla connazionale Nastia Liukin, battendola per un solo millesimo. Diventò così la terza ginnasta americana a vincere l'oro in una competizione mondiale. Inoltre vinse la medaglia d'argento alla trave (9.512 punti) e alle parallele asimmetriche (9.587 punti).

### 2006: gli infortuni
Nel 2006 gareggiò ai Pacific Alliance Championships dove vinse il titolo all-around a pari merito con Nastia Liukin. Durante un allenamento si infortunò alla spalla. Decise così di non competere agli U.S. Classic per non peggiorare il suo infortunio. Due settimane dopo partecipò ai Campionati nazionali, in cui arrivò quarta nell'all-around.
Venne convocata per far parte della squadra che avrebbe partecipato ai Mondiali di Aarhus. Durante le qualificazioni nonostante il dolore alla spalla riuscì a qualificarsi prima per la finale all-around, alle parallele asimmetriche e al corpo libero. Durante la finale a squadre il dolore alla spalla peggiorò, e decise quindi di ritirarsi dal resto della competizione.

### 2007: verso le Olimpiadi
In agosto, ancora in convalescenza per il suo infortunio alla spalla, riuscì a svolgere solo la sua coreografia al corpo libero ai Campionati nazionali.
Dopo il successo della Nazionale Statunitense ai Campionati mondiali di Stoccarda, la Memmel decise di tornare a competere nel concorso individuale durante il Good Luck Beijing International Invitational, un test-incontro prima dei Giochi Olimpici del 2008. Qui le ginnaste gareggiarono nella stessa arena e con gli stessi attrezzi delle Olimpiadi dell'anno seguente. Si posizionò al quinto posto nel concorso individuale e al terzo alla trave.
L'ultima competizione dell'anno fu la Toyota Cup in Giappone, dove vinse la medaglia d'oro al corpo libero e quella d'argento alla trave.

### 2008: i Giochi di Pechino
A giugno gareggiò ai Visa Championships dove si piazzò al terzo posto, dietro a Nastia Liukin e Shawn Johnson, nella classifica generale. Inoltre, eseguì buoni esercizi alle parallele asimmetriche e alla trave. Al corpo libero mostrò per la prima volta il Dos Santos II.
Agli Olympic Trials, tenutisi due settimane dopo i VISA, ricevette una standing ovation per il suo corpo libero. Partecipa ai Campi di Selezione di New Waverly, dove venne scelta per partecipare ai Giochi Olimpici.
Il 3 agosto l'USA Gymnastics annunciò che la Memmel si era infortunata al ginocchio durante un allenamento a Pechino, ma che avrebbe partecipato comunque alle qualificazione e a un eventuale finale a squadre gareggiando solo alle parallele. Durante la qualificazione a squadre cade dalle parallele. Nella finale a squadre gareggia nuovamente alle parallele, con un buon esercizio, che contribuì alla medaglia d'argento della squadra.

### 2011: il primo ritorno
Il 23 luglio 2011 tornò in gara, dopo tre anni, ai CoverGirl Classic a Chicago, dove vinse la medaglia d'argento nel concorso generale con 56.950 punti. Si piazzò quarta al corpo libero (13.650), quinta alla trave (14.750) e quinta al volteggio, alla pari con Bridgitte Caquatto (14.200).
In agosto, durante i Visa Championships a St. Paul, vinse l'argento alla trave (30.000). Durante la prima giornata di gara, arrivò terza nel concorso generale (57.350) e prima alla trave (15.250). Durante la seconda giornata finì il concorso generale all'ottavo posto (109.850) dopo essersi dislocata una spalla durante l'esercizio a parallele, non portato a termine.
Partecipò ad entrambi i Campi di Selezione, presso il Karolyi Ranch di New Waverly, per poter partecipare ai Campionati mondiali di Tokyo. Invece di essere convocata per il mondiale, venne inclusa nella squadra per i Giochi Panamericani, che si sarebbero svolti a Guadalajara. Successivamente rinunciò ai Giochi Panamericani, in modo da poter continuare a riabilitare la sua spalla. Subì inoltre un intervento chirurgico a causa di un'infiammazioni del tendine del bicipite.

### 2012
Subì un secondo intervento chirurgico alla spalla nel mese di febbraio, e iniziò un tentativo di riabilitazione per poter entrare nella Squadra Olimpica del 2012. Tuttavia, gareggiò solo ai Secret Classic, dove cadde due volte alla trave e ottenne un punteggio di 11.950. A causa del risultato, non poté gareggiare ai Visa Championships né ai Trials olimpici.
Nel mese di novembre, annunciò il suo ritiro in maniera ufficiale.

### 2020-2021: il secondo ritorno
Nell'aprile 2020, Memmel riprende gli allenamenti dopo aver pubblicato un video sui social con un messaggio che dice "il seme è stato piantato". Conferma il suo ritorno come ginnasta agonista il 31 luglio tramite YouTube. 
Il 22 maggio 2021 partecipa alla sua prima competizione dal 2012, i GK Classic (competizione che permette di qualificarsi per i Campionati nazionali statunitensi). Gareggia al volteggio (eseguendo uno Yurchenko con un avvitamento) e alla trave, ottenendo rispettivamente 13,750 e 11,800.
Il 4 e 6 giugno partecipa ai Campionati nazionali, gareggiando a volteggio, parallele e trave, e ottenendo rispettivamente 14,750, 11,650 e 13,700 nella prima giornata, e 13,100, 3,950 e 12,150 nella seconda. Non viene scelta per partecipare ai Trials olimpici.